# يفغيني بشكيروف
يفغيني بشكيروف (بالروسية: Башкиров, Евгений Олегович)‏ هو لاعب كرة قدم روسي في مركز الوسط، ولد في 6 يوليو 1991 في سانت بطرسبرغ في روسيا. لعب مع توم تومسك وزينيت سانت بطرسبرغ.

## وصلات خارجية
- يفغيني بشكيروف على موقع قاعدة بيانات كرة القدم.إي يو (الإنجليزية)
- يفغيني بشكيروف على موقع Soccerway.com (الإنجليزية)